# Zhuge Liang
Zhuge Liang (181. – 234.) bio je kancelar kineske države Shu Han u doba Tri kraljevstva, poznat kao jedan od najsposobnijih i najuspješnijih vojnih i političkih stratega svog doba, odnosno kao i darovit učenjak i izumitelj. Njegovo ime u kineskoj kulturi često služi kao sinonim za mudrost i/li promišljenu strategiju.

## Vanjske poveznice
- Biography of Zhuge Liang in Records of Three Kingdoms
- Biography of Zhuge Liang in Romance of the Three Kingdoms
- Chronology of events in Zhuge Liang's life